# Ixora havilandii
Ixora havilandii är en måreväxtart som beskrevs av Henry Nicholas Ridley. Ixora havilandii ingår i släktet Ixora och familjen måreväxter. Inga underarter finns listade i Catalogue of Life.